# Хауха, Юрий Васильевич
Юрий Васильевич Хауха (укр. Юрій Васильович Хауха; род. 4 мая 1976, Киев) — украинский гандболист. Мастер спорта международного класса.
Начал заниматься гандболом в Киеве. Первый тренер — Нестеренко В. К.
Выступал за киевский клуб «ЦСКА», «ЗТР» (Запорожье), «Риеку» (Хорватия), «Бая-Маре» (Romania), «Шахтер» (Донецк), FORCUCA HUESCA (Испания), «Динамо» (Минск). 5-кратный чемпион Украины, чемпион Беларуси. С 1993 по 2003 год выступал за сборную Украины.